# Stazione di Appiano-Cornaiano
La stazione di Appiano-Cornaiano (in tedesco Eppan-Girlan) era una fermata della ferrovia Bolzano-Caldaro che serviva l'omonima frazione di Appiano sulla Strada del Vino.

## Storia
La fermata venne inaugurata il 16 dicembre 1898, contestualmente alla Bolzano-Caldaro, a cura della Eisenbahn Tirols.
Nel 1911 il piazzale dell'impianto, come il resto della linea originaria, venne elettrificato alla tensione continua di 1200 volt.
Al termine della prima guerra mondiale, con il passaggio dell'Alto Adige dall'Austria all'Italia, l'esercizio della linea passò provvisoriamente in carico alle Ferrovie dello Stato alle quali, nel 1923, subentrò a sua volta la neocostituita Società Anonima Ferrovia Transatesina (SAFT).
Il 1º gennaio 1960 la Società per Azioni Ferrovia del Renon subentrò nell'esercizio della ferrovia che già nell'agosto 1963, in considerazione del cattivo stato di rotabili e impianti, cessò il servizio passeggeri sostituendolo con autocorse; il servizio merci proseguì fino al 1971.